# Federsee und Blinder See bei Kanzach
Federsee und Blinder See bei Kanzach este o arie protejată (arie specială de conservare — SAC, sit de importanță comunitară — SCI) din Germania întinsă pe o suprafață de 2.837,15 ha, integral pe uscat.

## Localizare
Centrul sitului Federsee und Blinder See bei Kanzach este situat la coordonatele 48°04′31″N 9°37′45″E / 48.0753°N 9.6292°E.

## Înființare
Situl Federsee und Blinder See bei Kanzach a fost declarat sit de importanță comunitară în ianuarie 2005 pentru a proteja 2 specii de plante și 8 specii de animale. Situl a fost protejat și ca arie specială de conservare în ianuarie 2019.

## Biodiversitate
Situată în ecoregiunea continentală, aria protejată conține 8 habitate naturale: Lacuri eutrofice naturale cu vegetație de tip Magnopotamion sau Hydrocharition, Lacuri și iazuri distrofice naturale, Pajiști cu Molinia pe soluri calcaroase, turboase sau argilos-nămoloase (Molinion caeruleae), Mlaștini oligotrofe degradate, capabile încă de regenerare naturală, Mlaștini turboase de tranziție și turbării mișcătoare, Mlaștini calcaroase cu Cladium mariscus și specii de Caricion davallianae, Mlaștini alcaline, Mlaștini împădurite.
La baza desemnării sitului se află mai multe specii protejate:
- plante (2): Hamatocaulis vernicosus, moșișoare (Liparis loeselii)
- mamifere (1): castor (Castor fiber)
- nevertebrate (5): Austropotamobius torrentium, fluturele auriu (Euphydryas aurinia), libelule (Leucorrhinia pectoralis), Vertigo angustior, Vertigo geyeri
- pești (2): Cobitis taenia Complex, țipar (Misgurnus fossilis)